# Телевизионная сеть
Телевизионная сеть (англ. Television network) — в США, Канаде, многих странах Латинской Америки и некоторых странах Юго-Восточной Азии группы взаимосвязанных станций, передающих телепрограммы, полученные из единого центра. Каждая телесеть состоит из компании (статус «аналогичен акционерному обществу» или «обществу с ограниченной ответственностью»), в непосредственном подчинении у высшего должностного лица которой находятся технические службы и редакции, подготавливающие и выпускающие передачи по общегосударственной программе, и множества телевизионных станций (предприятий имеющих собственных директоров и принадлежащих различным компаниям), вещающих местные «оконные программы» по этой общегосударственной программе. Часто подготовку передач для общегосударственной программы осуществляет не её редакции, а филиалы — компании ей принадлежащие, такие как NBC News, NBC Sport, CBS News и т. п. В некоторых случаях передачи для общегосударственной программы подготавливают не компании, а некоммерческие организации, такие как PBS и т. п. До середины 1980-х гг. странах в которых существовали вещательные телесети доминировало небольшое количество широковещательных сетей, так как в то время кабельное телевидение было не столь развито. Многие старейшие телесети произошли от радиосетей, например, NBC или CBS.

## Телевизионные сети в США
В США старейшей телесетью является NBC, вещающий с 1938 года, в то время как CBS и ABC начали трансляции только в начале 1940-х годов. Тройка крупнейших каналов с тех пор обеспечивает своим региональным станциям-партнерам значительное количество телевизионных программ, в том числе выпуски новостей, прайм-тайм, дэй-тайм и спортивные трансляции, но в то же время оставляет им значительную часть времени для показа локальных, а также синдицированных программ. В 1986 году к большой тройке присоединился новая сеть Fox, но в отличие от своих предшественников сеть программировала только два часа в прайм-тайм, а все остальное время отдавалось локальным станциям. Небольшая сеть The CW, основанная в 2006 году, программирует ещё меньше чем Fox и выпускает лишь десять часов в прайм-тайм, а все остальное время отдается местным партнерам, которые и заполняют эфирное время синдицированным контентом. Некоммерческая сеть PBS также работает по принципу сотрудничества с локальными партнерами, однако в отличие от большой четверки у них нет строгой программы вещания и время выхода контента выходит в эфир регулируют местные станции.